# 松山悦三
松山 悦三（まつやま えつぞう、1893年 - ?）は、日本の文筆家、詩人、翻訳家。筆名に松山 敏（まつやま さとし）。

## 生涯
宮崎県生まれ。金星堂に勤務し、1921年雑誌『人間』の編集長を務め、作家たちと交友。1930年東京外国語学校卒業。
松山敏の名で詩集や詩の翻訳本などを刊行するが、原典訳ではないものも多い。一時期、同人誌『銀皿』を刊行。
戦時中は時局的な著作を悦三の名で多く刊行、戦後も敏名義で活動するが、悦三名義で往年の作家の思い出などを綴った。

## 著書

### 松山敏名義
- 『若き日の影 詩集』（松山敏、金星堂） 1922
- 『貧しき灯 詩集』（松山敏、銀皿社） 1922
- 『光の中へ』（松山敏、八光社） 1923
- 『青春の憧憬 詩集』（松山敏、聚英閣） 1924
- 『若き日の夢』（松山敏、金星堂、抒情詩集叢書） 1926
- 『松山敏詩集』全3巻（緑蔭社） 1926 - 1927
- 『生きんが為に』（松山敏、緑蔭社、人生叢書） 1926
- 『新生の首途』（松山敏、緑蔭社、人生叢書） 1926
- 『人生の行路』（松山敏、緑蔭社、人生叢書） 1926
- 『人生哲学』（松山敏、三弘社出版部） 1927
- 『神代の史蹟と日向の伝説 神の国伝説の国物語』（松山敏、文華堂） 1942
- 『少年の記若き日の足あと 姉上にあてた手紙』（松山敏、人生社、人生文庫） 1946
- 『松山敏著作集 第5篇』（農文社） 1948
- 『人間アイゼンハウァー』（松山敏、人生社、人生伝記新書） 1953
- 『小説西郷南洲』（松山敏、人生社） 1953
- 『松山敏著作選集』全4巻（人生社） 1953

### 松山悦三名義
- 『若き日の西郷 人間西郷 第1部』（高千穂社、高千穂文庫） 1937
- 『新日本建設の西郷 人間西郷 第2部』（高千穂社、高千穂文庫） 1937
- 『人間西郷 第3部 (晩年の西郷)』（人生社、人生文庫） 1938
- 『如何にして生くべきか』（人生社、人生文庫） 1938
- 『若き人々の悩み』（人生社、人生文庫） 1938
- 『大西郷秘話』（人生社） 1938
- 『新興伊太利とムッソリーニ首相』（人生社） 1939
- 『自然の春・人生の秋』（人生社、人生文庫） 1939
- 『新しき母』（人生社、人生文庫） 1939
- 『人間ヒットラー』（人生社、人生新書） 1939
- 『人間ムッソリーニ』（人生社、人生文庫） 1939
- 『人間東郷』（人生社、人生文庫） 1939
- 『第二次欧洲大戦とヒットラー総統』（人生社） 1939
- 『小説若き日の影』（人生社） 1939
- 『生きんが為に』（人生社） 1939
- 『生きる道』（人生社） 1939
- 『人間乃木』（人生社、人生文庫） 1940
- 『人間汪兆銘』（人生社、人生文庫） 1940
- 『新支那の建設と汪精衛』（人生社） 1940
- 『新生活への出発』（ 人生社 (人生選書)） 1941
- 『欧洲新秩序建設のドイツとヒットラー』（人生社） 1941
- 『欧洲新秩序建設の伊太利とムッソリーニ』（人生社） 1941
- 『若き楠木正成と勤王精神』（人生社） 1942
- 『デンマーク農業と日本の有畜農業經營』（豐武東共著、日本農民協會、農業研究新書） 1949
- 『デンマーク農業と農民教育』（人生社、新農業文庫） 1953
- 『マス・コミ時代をどう生きるか 現代生活の探究』（現代社） 1957
- 『才女時代 マス・コミに生きる女性たち』（朋文社） 1957
- 『名作はこうして生まれた』（アジア出版社） 1958
- 『すぐれた人のおはなし53話』（アジア出版社） 1959
- 『若い人のエチケット』（泰光堂） 1963
- 『明治・大正・昭和作家追想』（社会思想社、現代教養文庫） 1965
- 『芥川竜之介読本』（社会思想社、現代教養文庫） 1968
- 『太宰治読本』（読売新聞社） 1974

## 翻訳

### 松山敏名義
- 『ハイネ名詩選集』（松山敏、聚英閣） 1923
- 『バイロン詩集』（松山敏、聚英閣、泰西詩人叢書） 1924
- 『ゲーテ名詩選集』（松山敏、聚英閣、泰西詩人叢書） 1924
- 『ホイツトマン詩集』（松山敏、文英堂書店、世界名詩選） 1925
- 『ロングフェロウ詩集』（松山敏、文英堂書店、世界名詩選） 1925
- 『ヴエルレーヌ詩集』（松山敏、文英堂書店） 1926
- 『ハイネ小曲集』（松山敏、緑蔭社、緑蔭叢書） 1926
- 『ダンテ名詩小曲集』（松山敏、緑蔭社、緑蔭叢書） 1926
- 『世界名詩宝玉集』第1 - 第5（松山敏、新時代文芸社） 1926
- 『三詩聖世界詩集』（松山敏、新ケーオー出版部） 1929

### 松山悦三名義
- 『女優ナナ』（エミール・ゾラ、愛文閣） 1923
- 『シヱリーの詩集』（崇文舘書店） 1924.6
- 『フアウスト』（イデア書院、児童図書館叢書） 1926
- 『レ・ミゼラブル』（ユーゴー、東江堂） 1939